# 安渡灘

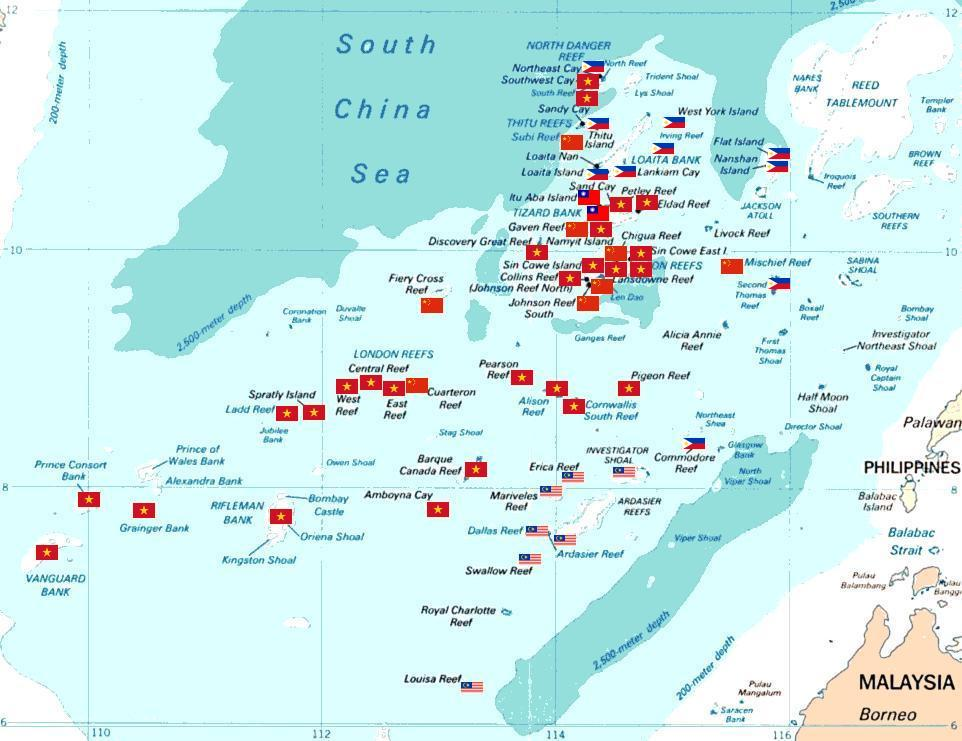
南沙諸島の実効支配状況

安渡灘（英語：Ardasier Bank）は、南沙諸島にある砂州である。
マリベルス礁から南東に13海里離れている。周辺は破浪礁とアーデェイジアー礁を含んでいる。
1977年からマレーシアがこの砂州を実効支配しているが、中華人民共和国、中華民国（台湾）、フィリピンとベトナムも主権を主張している。